# Lindsaea tenuis
Lindsaea tenuis är en ormbunkeart som beskrevs av Kl. Lindsaea tenuis ingår i släktet Lindsaea och familjen Lindsaeaceae. Inga underarter finns listade.